# 相信我 (2017年電視劇)
《相信我》（英語：Have A Little Faith），是一部2017年在新傳媒8頻道首播的新加坡電視劇，共20集。由瑞恩、张振煊、徐鸣杰、陈澍城、胡佳琪 、陈建彬等主演。電視劇在平日晚上9點播出。

## 播出时间

### 首播
| 频道        | 所在地 | 播放日期       | 首播時间                 |
| ----------- | ------ | -------------- | ------------------------ |
| meWatch     | 新加坡 | 2017年7月2日   | 每周一更新5集            |
| 新传媒8频道 | 新加坡 | 2017年7月2日起 | 星期一至五 21:00 - 22:00 |

## 故事概要
江晓溪（瑞恩）表面上是一个典型的白领丽人，但是在这个看似善良的外表，隐藏着一个不可告人的秘密。晓溪其实是个女骗子兼扒手。以行骗讹诈为生。晓溪自比为女罗宾汉，劫富济贫，行侠仗义，替天行道。晓溪后来租了一间房间，目的就是为了要诈骗房东。晓溪巧遇沈明仁（张振煊 ），明仁原本是著名的服装设计师，但是他为什么要放弃如此成功的事业，隐退到一间小小的房间里？晓溪与明仁渐渐爱上彼此，但是他最终能否接受她是女骗子的事实呢？那么，明仁为什么突然放弃了梦想，封闭自己？他到底和晓溪妹妹的死亡有什么关联？发现了明仁不堪往事后，晓溪是否能继续与他在一起？

## 演员阵容

### 主要演员
| 演員                             | 角色   | 介绍       |
| 瑞恩杜芯慧（童年）许纾宁（年轻） | 梁思洁 | 别名江晓溪 |
| 张振煊                           | 沈明仁 |            |
| 徐鸣杰                           | 周建南 |            |
| 陳澍城                           | 周方東 |            |
| 胡佳琪                           | 钱乐琪 |            |
| 陈建彬                           | 钱载德 |            |
| 陈丽贞                           | 庄可莲 |            |